# Mattydale
Mattydale es un lugar designado por el censo ubicado en el condado de Onondaga en el estado estadounidense de Nueva York. En el año 2000 tenía una población de 6,367 habitantes y una densidad poblacional de 1,283.1 personas por km².
Mattydale recibió el nombre de la finca de Frank Matty.

## Geografía
Mattydale se encuentra ubicado en las coordenadas 43°5′55″N 76°8′37″O / 43.09861, -76.14361.

## Demografía
Según la Oficina del Censo en 2000 los ingresos medios por hogar en la localidad eran de $35,387, y los ingresos medios por familia eran $43,668. Los hombres tenían unos ingresos medios de $32,917 frente a los $25,808 para las mujeres. La renta per cápita para la localidad era de $19,030. Alrededor del 9.9% de la población estaban por debajo del umbral de pobreza.